# Petros (futebolista)
Petros Matheus dos Santos Araújo, mais conhecido por Petros (Juazeiro, 29 de maio de 1989) é um futebolista brasileiro que atua como volante. Atualmente, joga pelo Al-Okhdood Club.

## Carreira

### Primeiros clubes
Petros começou sua carreira pelas categorias de base do Vitória em 2004, onde permaneceu até 2009. Em 2010, jogou pelo Democrata. Ainda defendeu as cores do Fluminense de Feira de 2010 a 2011 e em 2012 transferiu-se para o Boa Esporte. O meia esteve presente no elenco principal do time do Boa, entre 2012 e 2013 tendo disputado mais de 80 jogos, e após campanha de destaque transferiu-se para o Penapolense em 2014 onde novamente se destacou.

### Corinthians
Petros chamou a atenção do Corinthians, sendo primeiramente cedido ao clube alvinegro por meio de um empréstimo. Pelo alto número de desarmes, e por ter se destacado no esquema tático de Mano Menezes, o jogador assinou contrato até o fim de 2018, após o clube exercer direito de compra. Marcou seu primeiro gol justamente no primeiro clássico da Arena Corinthians, na vitória por 2 a 0 contra o Palmeiras, em jogo valido pelo Campeonato Brasileiro.

### Bétis
Em 22 de junho de 2015 foi contratado pelo Bétis da Espanha por quatro anos, após rescindir com o Corinthians.

### São Paulo
Em 21 de junho de 2017, o Betis aceitou proposta de compra do São Paulo para que Petros jogasse no Tricolor. Os brasileiros ofereceram 2,5 milhões de euros por 50% dos direitos do jogador.
Em 28 de junho, foi anunciado de forma oficial pelo São Paulo, assinando contrato por quatro temporadas.Fez sua estreia no dia 2 de julho, iniciando como titular na derrota por 2–0 para o Flamengo, na Ilha do Urubu. Marcou seu primeiro gol pelo São Paulo no clássico contra o seu ex-clube, o Corinthians, no empate em 1–1, no Morumbi.
Na temporada de 2018, com as saídas de Lucas Pratto e Hernanes e a aposentadoria de Lugano, passou a ser o capitão do São Paulo.

### Al-Nassr
Em 26 de junho de 2018, o Al-Nassr anunciou a contratação de Petros atráves do seu Twitter oficial, assinando por duas temporadas. No total, o clube árabe pagou 5 milhões de euros (R$ 22,1 milhões).
Em 16 de maio de 2019, Petros  conquistou o título da Liga da Arábia Saudita e contou com a ajuda de uma legião brasileira (Giuliano, Maicon e Bruno Uvini), venceram o Al Batin por 2 a 1 na última rodada da competição, chegou aos 70 pontos e superou o Al Hilal, vice-campeão, que ficou com 69 pontos.

## Estatísticas
Atualizado até 16 de maio de 2019.

### Clubes
| Clube             | Temporada         | Campeonato nacional | Campeonato nacional | Copa nacional | Copa nacional | Competições continentais | Competições continentais | Outros torneios¹ | Outros torneios¹ | Total | Total |
| Clube             | Temporada         | Jogos               | Gols                | Jogos         | Gols          | Jogos                    | Gols                     | Jogos            | Gols             | Jogos | Gols  |
| ----------------- | ----------------- | ------------------- | ------------------- | ------------- | ------------- | ------------------------ | ------------------------ | ---------------- | ---------------- | ----- | ----- |
| Boa Esporte       | 2012              | 31                  | 4                   | —             | —             | —                        | —                        | 3                | 0                | 34    | 4     |
| Boa Esporte       | 2013              | 31                  | 0                   | 2             | 0             | —                        | —                        | 4                | 0                | 37    | 0     |
| Boa Esporte       | Total             | 62                  | 4                   | 2             | 0             | —                        | —                        | 7                | 0                | 71    | 4     |
| Penapolense       | 2014              | —                   | —                   | —             | —             | —                        | —                        | 14               | 1                | 14    | 1     |
| Penapolense       | Total             | —                   | —                   | —             | —             | —                        | —                        | 14               | 1                | 14    | 1     |
| Corinthians       | 2014              | 28                  | 2                   | 6             | 0             | —                        | —                        | 2                | 0                | 36    | 2     |
| Corinthians       | 2015              | 8                   | 0                   | 0             | 0             | 3                        | 0                        | 16               | 2                | 27    | 2     |
| Corinthians       | Total             | 36                  | 2                   | 6             | 0             | 3                        | 0                        | 18               | 2                | 63    | 4     |
| Betis             | 2015–16           | 30                  | 1                   | 3             | 0             | —                        | —                        | —                | —                | 33    | 1     |
| Betis             | 2016–17           | 32                  | 1                   | 1             | 0             | —                        | —                        | —                | —                | 33    | 1     |
| Betis             | Total             | 62                  | 2                   | 4             | 0             | —                        | —                        | —                | —                | 66    | 2     |
| São Paulo         | 2017              | 27                  | 1                   | —             | —             | —                        | —                        | —                | —                | 27    | 1     |
| São Paulo         | 2018              | 6                   | 0                   | 4             | 0             | 2                        | 0                        | 13               | 0                | 25    | 0     |
| São Paulo         | Total             | 33                  | 1                   | 4             | 0             | 2                        | 0                        | 13               | 0                | 52    | 1     |
| Al-Nassr          | 2018–19           | 27                  | 1                   | 3             | 2             | 0                        | 0                        | —                | —                | 30    | 3     |
| Al-Nassr          | Total             | 27                  | 1                   | 3             | 2             | 0                        | 0                        | 0                | 0                | 30    | 3     |
| Total na carreira | Total na carreira | 220                 | 10                  | 19            | 2             | 5                        | 0                        | 52               | 3                | 296   | 15    |

¹Estão incluídos jogos e gols pelo Campeonato Mineiro, Taça Minas Gerais, Campeonato Paulista, Campeonato Brasileiro, Torneios Amistosos e Amistosos

## Títulos
Boa Esporte
- Taça Minas Gerais: 2012

Penapolense
- Campeonato Paulista do Interior: 2014

Al-Nassr
- Campeonato Saudita: 2018–19
- Supercopa Saudita: 2019, 2020

Neom
- Segunda divisão Saudita: 2023–24